# Babakan (Dramaga)
Babakan is een bestuurslaag in het regentschap Bogor van de provincie West-Java, Indonesië. Babakan telt 14.072 inwoners (volkstelling 2010).